# Màrcia Cisteró i Saludes
Màrcia Cisteró i Saludes (Barcelona, 1972) és una actriu i docent catalana, coneguda sobretot en el món del teatre per haver representat obres de Molière, Sòfocles, Anton Txékhov, Eduardo De Filippo, Ramón María del Valle-Inclán, Wajdi Mouawad, Brian Friel, William Shakespeare, Arnold Wesker o Bertolt Brecht, entre d'altres, sovint sota la direcció d'Oriol Broggi, amb qui va començar a treballar l'any 2000 a Tartuf.

## Trajectòria
Ja de petita, Cisteró va començar a fer teatre al poble de la seva mare, Alforja, així com dansa clàssica i contemporània. Després de fer dos anys universitaris de Química, va decidir deixar la carrera per entrar a l'Institut del Teatre. En l'actualitat, és docent a la Universitat Autònoma de Barcelona.
De la seva vessant actoral se n'ha escrit: «Els controls corporal i lingüístic que exhibeix la situen a un nivell d’excel·lència màxima; sens dubte, un model de referència per als actors que vulguin estar a l'altura d'un teatre nacional». Als Premis Butaca de 2018 fou nominada en la categoria de millor actriu pel seu paper a Sopa de pollastre amb ordi.
L'any 2018, va participar amb el paper de Margarida a Vida privada, l'adaptació que Sílvia Munt va fer per a Televisió de Catalunya de la novel·la homònima de Josep Maria de Sagarra. L'any 2021, protagonitzà Frederica Montseny, la dona que parla, un telefilm dedicat a la trajectòria vital de la dirigent anarcosindicalista que va ser ministra durant la Segona República Espanyola.
L'any 2025 se li atorgà el 51è Premi de Teatre Memorial Margarida Xirgu per la seva interpretació a quatre obres de la temporada escènica 2024-2025: Tots ocells de Wajdi Mouawad; A Macbeth Song, creació d'Oriol Broggi a partir del Macbeth de William Shakespeare; Les bacants d'Eurípides i Opereta imaginària de Valère Novarina. Les dues primeres foren estrenades a la Biblioteca de Catalunya amb la companyia La Perla 29, sota la direcció d'Oriol Borggi, i les dues darreres, produïdes per Centaure Produccions i dirigies per Albert Arribas, s'estrenaren al Teatre La Gleva i al Centre de les Arts Lliures de la Fundació Joan Brossa, respectivament.